# John Ferguson (Fußballspieler, 1848)
John Ferguson (* 22. Juni 1848 in Alexandria; † 6. September 1929 in Kilmarnock) war ein schottischer Fußballspieler. In seiner aktiven Karriere als Spieler gewann er mit dem FC Vale of Leven in den 1870er Jahren dreimal infolge den schottischen Pokal.

## Karriere

### Verein
John Ferguson wurde im Jahr 1848 etwa 25 Kilometer nordwestlich von Glasgow in Alexandria, West Dunbartonshire geboren. Die Region West Dunbartonshire gilt als die Wiege des schottischen Fußballs. Bevor Ferguson sich dem im Jahr 1872 gegründeten Fußballverein FC Vale of Leven anschloss, war er ein sehr erfolgreicher Mittelstreckenläufer. Er lief professionell und verdiente damit sein Lebensunterhalt; bevor er den Fußball entdeckte, der zu dieser Zeit noch Amateursport war. Er war einer der führenden schottischen Läufer seiner Zeit. In einem Halbmeilen-Rennen im Powderhall Stadium stellte er einen schottischen Meilenrekord von 4 Minuten und 16,5 Sekunden auf. Ferguson war zudem als Shintyspieler aktiv. Mit dem FC Vale of Leven gewann Ferguson in den Jahren 1877, 1878 und 1879 dreimal infolge den Schottischen Pokal. Ferguson galt als einer der besten und beliebtesten Stürmer in Schottland in dieser Zeit.
Anfang des 20. Jahrhunderts zog er nach Kilmarnock. Er starb dort im Alter von 81 im Jahr 1929.

### Nationalmannschaft
Zwischen 1874 und 1878 absolvierte Ferguson sechs Länderspiele für die schottische Nationalmannschaft und erzielte dabei fünf Tore. Er debütierte für Schottland am 7. März 1874 bei einem 2:1-Sieg gegen England im Hamilton Crescent in Glasgow. In seinem dritten Länderspiel gegen Wales im März 1876 gelang ihm das erste Tor.

## Erfolge
mit dem FC Vale of Leven
- Schottischer Pokalsieger (3): 1877, 1878, 1879